# Fernando Tapia
Fernando Tapia Juaristi nacido en Azcoitia (Guipúzcoa, España) en 1940, conocido como Tapia I, es un exjugador español profesional de pelota vasca a mano, que jugaba en la posición de zaguero.
Perteneciente a una saga familiar de deportistas, salto a profesionales en 1961, haciendo su debut en el mismo partido con su hermano menor Juan Ramón Tapia, Tapia II, en la delantera. Fue el más destacado de ambos, siendo sus armas una gran pegada y seguridad en el juego. Llegó a disputar hasta una final del manomanista en 1973, tras haber ganado el manomanista de 2ª categoría  en 1964.

## Final manomanista
| Año  | Campeón  | Subcampeón | Tanteo | Frontón  |
| ---- | -------- | ---------- | ------ | -------- |
| 1973 | Retegi I | Tapia I    | 22-20  | Astelena |

## Final del manomanista de 2ª Categoría
| Año  | Campeón | Subcampeón | Tanteo | Frontón              |
| ---- | ------- | ---------- | ------ | -------------------- |
| 1964 | Tapia I | Pascual    | 22-16  | Municipal de Bergara |